# أوغسطس بريو
أوغسطس بريو (بالإنجليزية: Augustus Prew)‏ هو ممثل بريطاني، ولد في 17 سبتمبر 1987 بهامرسميث في المملكة المتحدة.

## أعمال

### أفلام
- (2010) تشارلي سانت كلود[4][5]
- (2013) كيك-آس 2[6]

### مسلسلات
- إن سي آي إس

## وصلات خارجية
- أوغسطس بريو على موقع IMDb (الإنجليزية)
- أوغسطس بريو على موقع ألو سيني (الفرنسية)
- أوغسطس بريو على موقع أول موفي (الإنجليزية)
- أوغسطس بريو على موقع قاعدة بيانات الأفلام السويدية (السويدية)
- أوغسطس بريو على موقع قاعدة بيانات الفيلم (الإنجليزية)
- أوغسطس بريو على موقع كينوبويسك (الروسية)